# Лощинин, Валерий Васильевич
Вале́рий Васи́льевич Лощи́нин (11 сентября 1940, Москва — 14 марта 2023) — российский дипломат. Чрезвычайный и полномочный посол (1995).

## Биография

### Образование
Окончил Белорусский государственный университет (1964), Дипломатическую академию МИД СССР (1977). Владел английским и французским языками.

### Карьера
- В 1965—1977 годах — работа в МИДе Белорусской ССР.
- В 1989—1995 годах — заместитель постоянного представителя СССР (России) при международных организациях в Женеве (Швейцария).
- В 1995—1996 годах — директор Второго европейского департамента МИД России.
- С 25 ноября 1996 по 24 февраля 1999 года — чрезвычайный и полномочный посол Российской Федерации в Белоруссии[1][2].
- С 18 марта 1999 по 7 апреля 2001 года — постоянный представитель Российской Федерации при международных организациях в Вене (Австрия)[3][4].
- С 7 апреля 2001 по 17 октября 2001 года — заместитель министра иностранных дел РФ[5][6].
- С 17 октября 2001 по 22 февраля 2002 года — статс-секретарь — заместитель министра иностранных дел РФ[6][7].
- С 22 февраля 2002 по 13 августа 2004 года — статс-секретарь — первый заместитель министра иностранных дел Российской Федерации[7][8].
- С 1 апреля 2002 года — специальный представитель президента Российской Федерации по вопросам грузино-абхазского урегулирования.
- С 13 августа 2004 по 26 декабря 2005 года — первый заместитель министра иностранных дел Российской Федерации, курировал двусторонние отношения со странами СНГ, связи с парламентом, субъектами Федерации, общественно-политическими организациями, кадровые, консульские вопросы, вопросы государственного протокола[8][9].
- С 26 декабря 2005 по 5 декабря 2011 года — постоянный представитель Российской Федерации при Отделении ООН и других международных организациях в Женеве, Швейцарская Конфедерация, и постоянный представитель Российской Федерации при Конференции по разоружению в Женеве, Швейцарская Конфедерация, по совместительству[10][11].
- В 2012—2015 годах — помощник председателя Совета Федерации Федерального Собрания Российской Федерации.

## Семья
Был женат, имел четверых детей.

## Награды
- Орден «За заслуги перед Отечеством» III степени (12 марта 2010) — за большой вклад в реализацию внешнеполитического курса Российской Федерации и многолетнюю дипломатическую службу[12].
- Орден «За заслуги перед Отечеством» IV степени (21 сентября 2003) — за активное участие в реализации внешнеполитического курса Российской Федерации и многолетнюю добросовестную работу[13].
- Орден Александра Невского (8 сентября 2015) — за большой вклад в обеспечение деятельности Совета Федерации Федерального Собрания Российской Федерации и многолетнюю добросовестную работу[14].
- Орден Дружбы (5 апреля 1999) — за заслуги перед государством, высокие достижения в производственной деятельности и большой вклад в укрепление дружбы и сотрудничества между народами[15].
- Орден Дружбы народов (25 августа 2005, Белоруссия) — за большой личный вклад в развитие и укрепление дружественных отношений и сотрудничества между Республикой Беларусь и Российской Федерацией[16].
- Орден Почёта (9 декабря 2015, Белоруссия) — за значительный личный вклад в укрепление политических, экономических и гуманитарных связей между Республикой Беларусь и Российской Федерацией[17].
- Заслуженный работник дипломатической службы Российской Федерации (10 февраля 2012) — за большой вклад в реализацию внешнеполитического курса Российской Федерации и многолетнюю добросовестную работу[18].
- Почётный работник Министерства иностранных дел Российской Федерации[19].
- Благодарность президента Российской Федерации (6 мая 2009) — за активное участие в работе по политико-пропагандистскому обеспечению внешнеполитических приоритетов России[20].
- Знак отличия «За заслуги перед Московской областью» (25 августа 2005)[21].
- Орден святого благоверного князя Даниила Московского II степени (РПЦ, 2010) — за помощь Русской Православной Церкви и в связи с 70-летием со дня рождения[22].
- Медаль «За укрепление парламентского сотрудничества» (26 ноября 2015, Межпарламентская ассамблея СНГ) — за особый вклад в развитие парламентаризма, укрепление демократии, обеспечение прав и свобод граждан в государствах — участниках Содружества Независимых Государств[23].
- Памятный знак «МПА СНГ. 25 лет» (27 марта 2017, Межпарламентская ассамблея СНГ) — за содействие в деятельности Межпарламентской Ассамблеи и её органов[24].

## Дипломатический ранг
- Чрезвычайный и полномочный посол (18 июля 1995)[25]